# Golfo de Tonquim

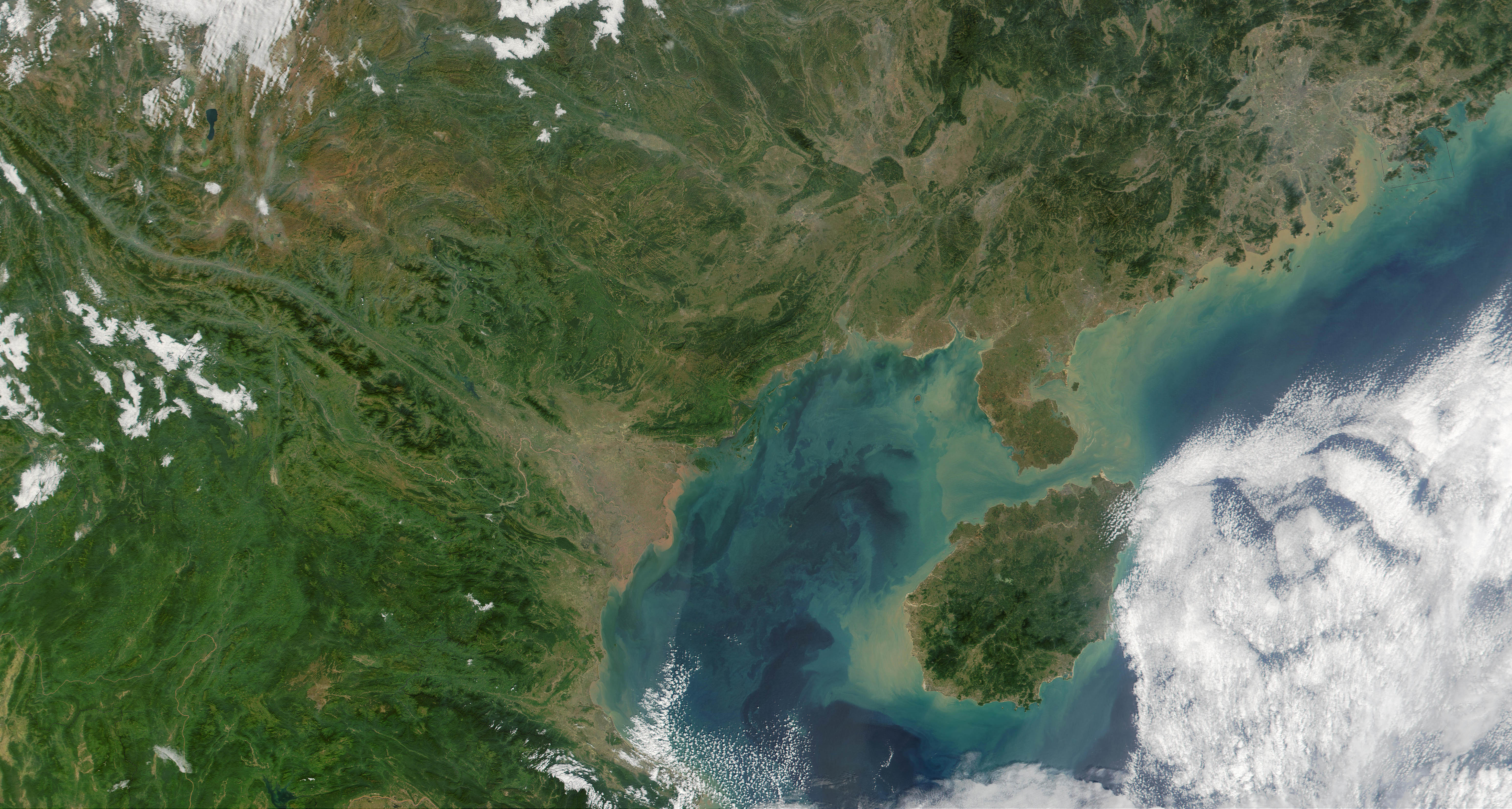
Visão do golfo por satélite

O golfo de Tonquim (em vietnamita: Vịnh Bắc Bộ; em chinês: Beibu Wan) é um braço do mar da China Meridional, com 500 km de comprimento por 250 km de largura. Cobrindo uma área de 126 250 km², o golfo limita o Vietnã a noroeste, oeste e sudoeste. A China continental fica ao norte enquanto a ilha de Ainão forma os limites orientais do golfo. O golfo é notavelmente raso (menos de 70 metros de profundidade). Haifom, no Vietnã e Beihai, na China, são os portos principais. Numerosas pequenas ilhas ficam situadas no golfo, concentradas principalmente no lado noroeste. As maiores ilhas são as de Bach Long Vi e Gata Ba, do Vietnã e Weizhou, da China.
O nome Tonquim, (東京 em caracteres chineses, e Ðông Kinh em vietnamita), significa 'capital oriental', e é o antigo topônimo para Hanoi, a capital de Vietnã. Incidentemente, os mesmos caracteres chineses são usados para escrever Tóquio, capital do Japão.

## Incidente do golfo de Tonquim
Em agosto de 1964, o então Presidente dos Estados Unidos, Lyndon Johnson, fez uma reivindicação de que forças norte-vietnamitas tinham atacado destróieres americanos duas vezes ao largo do golfo. Embora tenha havido um primeiro ataque, alegadamente em resposta a uma provocação feita por um comando do Vietnam do Sul na costa, que havia sido equipado e orquestrado pelos Estados Unidos, ficou provado depois que a reivindicações de um segundo ataque eram infundadas. Conhecido hoje como Incidente do Golfo de Tonquim, foi o fato que conduziu ao envolvimento aberto dos Estados Unidos na Guerra do Vietnã, a partir da Resolução do Golfo de Tonkin.